# Тавиано
Тавиа̀но (на италиански: Taviano, на местен диалект Tajànu, Таяну) е град и община в Южна Италия, провинция Лече, регион Пулия. Разположен е на 58 m надморска височина. Населението на общината е 12 618 души (към 2012 г.).